# Галба (суесиони)
Вижте пояснителната страница за други личности с името Галба.
Галба (на латински: Galba) е крал на келтското племе суесиони през 1 век пр.н.е. в Галия Белгика по времето на Галските войни.
Юлий Цезар пише за него в своите Записки за Галската война, че през 57 пр.н.е. Галба е командвал войската от 50 000 суесиони, съюзени с други белгийски племена от 288 000 души в битката при Аксона на днешната река Ена в Суасон. Битката завършила с победа на римляните. 10 000 белгийци са убити.